# Tijue
Tijue is een bestuurslaag in het regentschap Pidie van de provincie Atjeh, Indonesië. Tijue telt 1145 inwoners (volkstelling 2010).